# Comté de Millard
Le comté de Millard (en anglais : Millard County) est l’un des vingt-neuf comtés de l’État de l'Utah, aux États-Unis. Il a été fondé en 1852. Le siège du comté est Fillmore. Le comté et son siège ont été nommés en l’honneur de Millard Fillmore, ancien président des États-Unis. Selon le recensement de 2010, sa population est de 12 420 habitants.
La plus grande ville du comté est Delta.